# Brasilianische Fußballnationalmannschaft/Weltmeisterschaften
Der Artikel beinhaltet eine ausführliche Darstellung der brasilianischen Fußballnationalmannschaft bei Fußball-Weltmeisterschaften. Brasilien ist die einzige Mannschaft, die an allen bisherigen WM-Endrunden teilnahm, wurde fünfmal Weltmeister und führt die ewige Tabelle seit 1958 an.

## Übersicht
| Jahr | Gastgeberland          | Teilnahme bis …   | Letzter Gegner              | Ergebnis         | Trainer                       | Bemerkungen und Besonderheiten |
| ---- | ---------------------- | ----------------- | --------------------------- | ---------------- | ----------------------------- | --- |
| 1930 | Uruguay                | Vorrunde          | Jugoslawien, Bolivien       | 6.               | Píndaro de Carvalho Rodrigues | 1. Spiel gegen eine europäische Mannschaft |
| 1934 | Italien                | Achtelfinale      | Spanien                     | 14.              | Luís Vinhaes                  | 1. Spiel in Europa |
| 1938 | Frankreich             | Spiel um Platz 3  | Schweden                    | Dritter          | Adhemar Pimenta               | Leônidas Torschützenkönig |
| 1950 | Brasilien              | Finalrunde        | Schweden, Spanien, Uruguay  | Vize-Weltmeister | Flávio Costa                  | Maracanaço, Ademir Torschützenkönig |
| 1954 | Schweiz                | Viertelfinale     | Ungarn                      | 5.               | Zezé Moreira                  | |
| 1958 | Schweden               | Finale            | Schweden                    | Weltmeister      | Vicente Feola                 | Einziger WM-Titel einer südamerikanischen Mannschaft in Europa |
| 1962 | Chile                  | Finale            | Tschechoslowakei            | Weltmeister      | Aymoré Moreira                | Garrincha Torschützenkönig |
| 1966 | England                | Vorrunde          | Ungarn, Bulgarien, Portugal | 11.              | Vicente Feola                 | |
| 1970 | Mexiko                 | Finale            | Italien                     | Weltmeister      | Mário Zagallo                 | 1. Weltmeister in Mittelamerika, Brasilien wird Rekordweltmeister |
| 1974 | Deutschland            | Spiel um Platz 3  | Polen                       | 4.               | Mário Zagallo                 | |
| 1978 | Argentinien            | Spiel um Platz 3  | Italien                     | Dritter          | Cláudio Coutinho              | Brasilien als einzige Mannschaft ungeschlagen |
| 1982 | Spanien                | Zweite Finalrunde | Argentinien, Italien        | 5.               | Telê Santana                  | Italien stellt mit seinem 3. WM-Titel den Rekord von Brasilien ein |
| 1986 | Mexiko                 | Viertelfinale     | Frankreich                  | 5.               | Telê Santana                  | Niederlage im Elfmeterschießen |
| 1990 | Italien                | Achtelfinale      | Argentinien                 | 9.               | Sebastião Lazaroni            | Deutschland stellt mit seinem 3. WM-Titel den Rekord von Brasilien und Italien ein |
| 1994 | USA                    | Finale            | Italien                     | Weltmeister      | Carlos Alberto Parreira       | Brasilien wieder alleiniger Rekordweltmeister, Romário bester Spieler |
| 1998 | Frankreich             | Finale            | Frankreich                  | Vize-Weltmeister | Mário Zagallo                 | Ronaldo bester Spieler |
| 2002 | Südkorea/Japan         | Finale            | Deutschland                 | Weltmeister      | Luiz Felipe Scolari           | 1. Weltmeister in Asien, 1. WM-Spiel gegen Deutschland, Ronaldo Torschützenkönig |
| 2006 | Deutschland            | Viertelfinale     | Frankreich                  | 5.               | Carlos Alberto Parreira       | Ronaldo wird mit seinem 15. WM-Tor erfolgreichster WM-Torschütze |
| 2010 | Südafrika              | Viertelfinale     | Niederlande                 | 6.               | Dunga                         | |
| 2014 | Brasilien              | Spiel um Platz 3  | Niederlande                 | 4.               | Luiz Felipe Scolari           | In der Gruppenphase der Endrunde traf Brasilien als automatisch qualifizierter Gastgeber im Eröffnungsspiel auf Kroatien (3:1), dann auf Mexiko (0:0) und zum Abschluss der Gruppenphase auf Kamerun (4:1). Gegen alle drei hatte Brasilien bei WM-Endrunden schon gespielt. Im Achtelfinale traf Brasilien auf Chile und erreichte durch einen Sieg im Elfmeterschießen das Viertelfinale gegen den südamerikanischen Nachbarn Kolumbien, der mit 2:1 besiegt wurde. Im Halbfinale unterlag Brasilien der deutschen Mannschaft mit 1:7. Dies war die höchste Halbfinal-Niederlage aller Zeiten. |
| 2018 | Russland               | Viertelfinale     | Belgien                     | 6.               | Tite                          | Als erste Mannschaft nach dem Gastgeber qualifiziert. |
| 2022 | Katar                  | Viertelfinale     | Kroatien                    | 7.               | Tite                          | Als erste südamerikanische Mannschaft qualifiziert. Gegner bei der Endrunde waren Serbien, die Schweiz und Kamerun in der Vorrunde und Südkorea im Achtelfinale. |
| 2026 | Kanada, Mexiko und USA | qualifiziert      |                             |                  |                               | In der im September 2023 begonnenen Qualifikation treten wieder alle zehn CONMEBOL-Mitglieder in Hin- und Rückspielen gegeneinander an. Die sechs bestplatzierten Mannschaften qualifizieren sich direkt für die WM-Endrunde 2026. Der Siebtplatzierte nimmt als südamerikanischer Teilnehmer am WM-Play-off-Turnier im März 2026 teil. |

Statistik

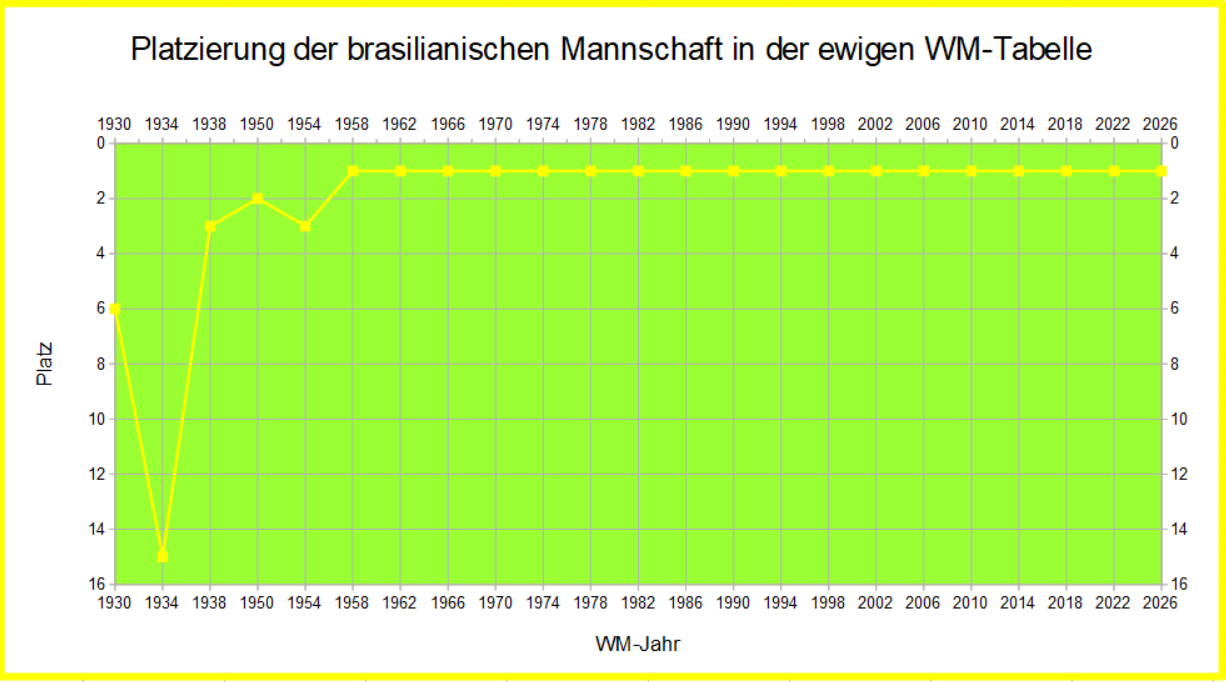
Platzierung der brasilianischen Mannschaft in der ewigen WM-Tabelle

(Angaben inkl. 2022: 22 Weltmeisterschaften; Prozentangaben sind gerundet)
- Sportliche Qualifikation (inkl. 4× als Titelverteidiger): 17× (77,3 % bzw. 100 % der Versuche)
- Teilnahme ohne Qualifikation (inkl. 2× als Gastgeber und weil die Gegner nicht antraten): 5× (22,7 %; 1930, 1934, 1938, 1950 und 2014)
  - Achtelfinale bzw. Erste Runde: 3× (13,6 %; 1934, 1966 und 1990)
  - Letzte Zwölf: 1× (4,5 %; 1982)
  - Letzte Acht, Viertelfinale: 6× (27,3 %; 1954, 1986, 2006, 2010, 2018 und 2022)
  - 4. Platz: 2× (9,1 %; 1974 und 2014)
  - 3. Platz: 2× (9,1 %; 1938 und 1978)
  - Finale: 6× (27,3 %; 1958, 1962, 1970, 1994, 1998 und 2002)
    - Vizeweltmeister: 2× (9,1 %; 1950 und 1998)
    - Weltmeister: 5× (22,7 %; 1958, 1962, 1970, 1994 und 2002)

Häufigster letzter Gegner: Italien (4×, davon nur ein Spiel verloren), Brasilien war auch am häufigsten (3×) einer der letzten Gegner für Italien.

## Die Turniere

### WM 1930 in Uruguay
Die erste Fußball-Weltmeisterschaft fand auf dem südamerikanischen Kontinent im Nachbarland Uruguay statt. Es war die einzige Weltmeisterschaft, für die keine Qualifikationsspiele ausgetragen wurden. Am 14. Juli 1930 traf Brasilien im ersten WM-Spiel erstmals auf eine europäische Mannschaft und verlor mit 1:2 gegen Jugoslawien. Das anschließende Spiel gegen den Nachbarn Bolivien wurde zwar mit 4:0 gewonnen, da aber nur die Gruppensieger das Halbfinale erreichten, schied Brasilien nach der Vorrunde aus.

### WM 1934 in Italien
Während Titelverteidiger Uruguay die Reise nach Europa nicht antrat, nahmen Brasilien und der andere Finalist Argentinien als einzige südamerikanische Mannschaften in Italien teil. Beide waren ohne Qualifikationsspiele qualifiziert, da die zugelosten Gegner Peru und Chile nicht antraten. Brasilien trat dabei erstmals zu einem Spiel in Europa an, schied aber bereits in der ersten Runde gegen Spanien aus.

### WM 1938 in Frankreich

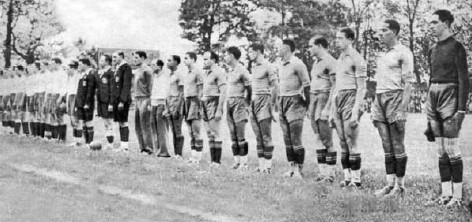
Brasilien und Polen vor dem Auftaktspiel

1938 war Brasilien der einzige südamerikanische Teilnehmer, da Argentinien zur Qualifikation zurückzog, und erreichte mit dem dritten Platz die bis dahin beste Platzierung. Zudem stellte Brasilien mit Leônidas erstmals den Torschützenkönig, der beim 6:5 n. V. im Achtelfinale gegen Polen als erster Brasilianer drei Tore in einem Spiel erzielte. Mit diesem ersten Sieg in Europa gegen eine europäische Mannschaft wurde das Viertelfinale erreicht. Beim 1:1 n. V. im ersten Viertelfinalspiel gegen die Tschechoslowakei, deren Torhüter sich im Spiel den Arm brach, wurde aber mit Zézé bereits nach 11 Minuten der erste Brasilianer in einem WM-Spiel vom Platz gestellt und 32 Minuten später folgte ihm Arthur Machado. Nachdem Brasilien das Wiederholungsspiel mit 2:1 gewinnen konnte, traf die Mannschaft im Halbfinale erstmals bei einer WM auf den Titelverteidiger und musste sich mit 1:2 gegen Italien geschlagen geben. Mitentscheidend für die Niederlage war, dass Trainer Adhemar Pimenta den besten Torschützen der WM Leônidas für das Finale schonen wollte und nicht einsetzte. Im Spiel um Platz 3 gelang dann ein 4:2-Sieg gegen Schweden, wobei Leônidas noch zwei Tore gelangen und er als erster Brasilianer mit 7 Toren WM-Torschützenkönig wurde. Mit der WM endete dann zunächst auch die Amtszeit von Trainer Pimenta, 1942 übernahm er das Amt dann aber noch einmal für sechs Spiele.

### WM 1950 in Brasilien
Die erste Heim-WM sollte für Brasilien den Titel bringen. Brasilien hatte dafür mit dem Maracanã das größte Stadion der Welt gebaut, die Vorrunde souverän überstanden mit Siegen gegen Mexiko (4:0) und Jugoslawien (2:0) sowie einem 2:2 gegen die Schweiz und nach hohen Siegen gegen Schweden (7:1) und Spanien (6:1) hätte im letzten Spiel der Finalrunde auch ein Remis gegen Uruguay zum WM-Titel gereicht. Bis zur 79. Minute des Spiels gegen Uruguay sah auch alles nach einem Titelgewinn aus. Aber dann traf der Uruguayer Alcides Ghiggia zum 2:1 für Uruguay und ließ das Maracanã verstummen. Mit Ademir, der beim 7:1 gegen Schweden vier Tore erzielt hatte, wurde aber zum zweiten Mal der Torschützenkönig gestellt.

### WM 1954 in der Schweiz
Auch vier Jahre später konnte Brasilien den Titel nicht gewinnen, im Viertelfinale, der sogenannten „Schlacht von Bern“, verlor die Seleção mit 2:4 gegen Titelfavorit Ungarn und erneut zwei Spieler (Nílton Santos und Humberto) durch Platzverweise. Zuvor musste Brasilien erstmals Qualifikationsspiele bestreiten, in denen sich die Mannschaft mit vier Siegen gegen Paraguay und Chile durchsetzte. In der Vorrunde traf die gesetzte Mannschaft auf Mexiko (5:0) und Jugoslawien (1:1).

### WM 1958 in Schweden

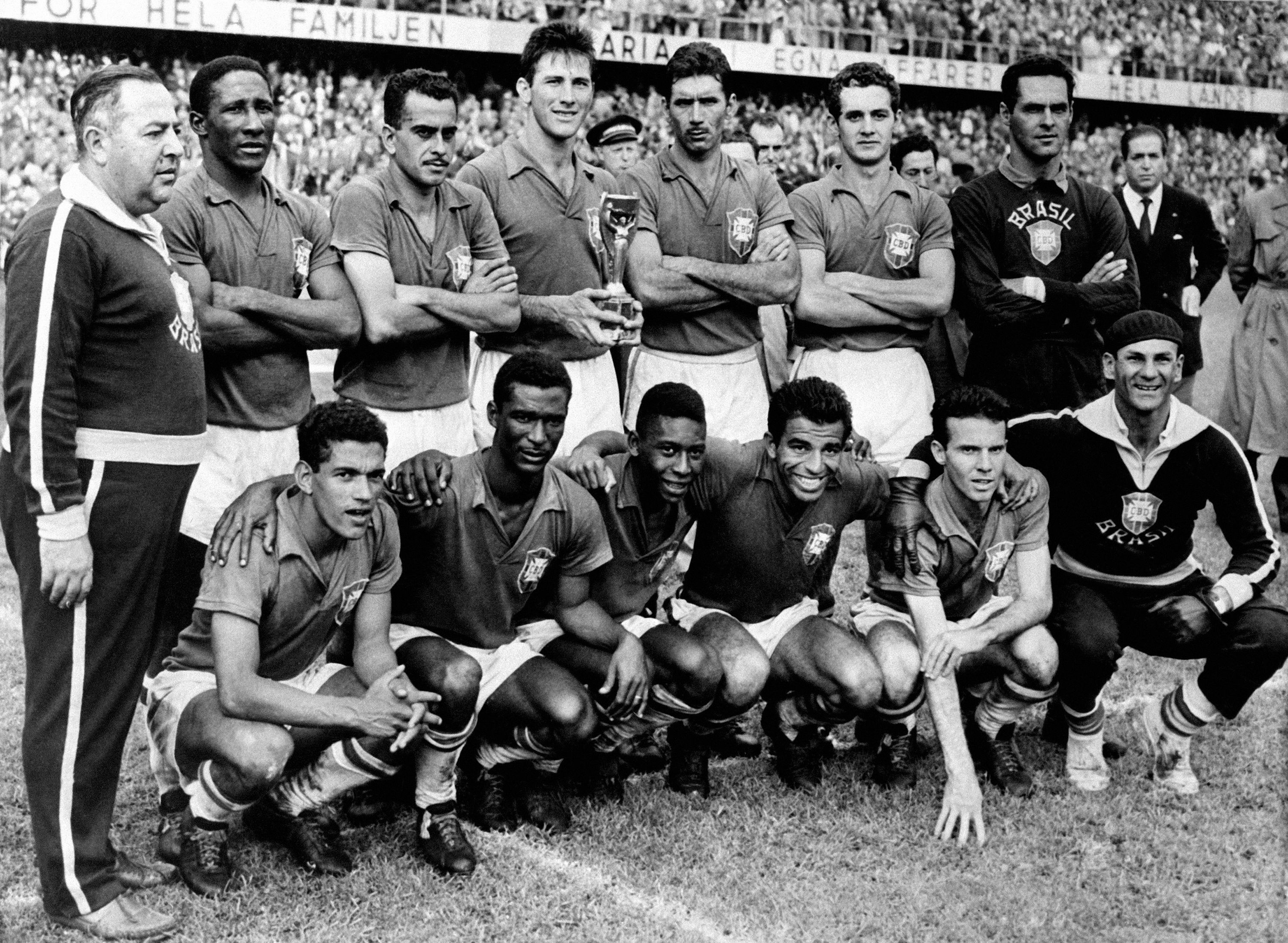
Die Mannschaft vor dem Finale 1958

Aufstellungen im Finale 1958

Durch ein 1:1 und einen 1:0-Sieg gegen Peru, den Didí acht Minuten vor Spielende durch einen direkt verwandelten Freistoß sicherte, qualifizierte sich Brasilien für die WM-Endrunde. Mit dem 17-jährigen Pelé, der zunächst wegen einer Knieverletzung nicht eingesetzt wurde und dann mit 6 Toren zusammen mit Helmut Rahn zweitbester Torschütze des Turniers war, gelang den Brasilianern mit einem perfektionierten 4-2-4-System in Schweden endlich der ersehnte Titel und zudem der bis dato einzige Titelgewinn einer südamerikanischen Mannschaft in Europa. Im bis heute torreichsten Finale wurde Gastgeber Schweden mit 5:2 besiegt. Mittelfeldregisseur Didí wurde zum besten Spieler der WM gewählt.

### WM 1962 in Chile
Als Titelverteidiger war Brasilien automatisch für die Endrunde qualifiziert. Auch wenn Pelé im zweiten Spiel verletzt ausfiel und danach nicht mehr eingesetzt werden konnte, konnte zum bis dato letzten Mal der Titel verteidigt werden und mit Garrincha (durch Losentscheid, da fünf weitere Spieler genauso viele Tore erzielten) stellte Brasilien zum dritten Mal den Torschützenkönig. Pelé wurde von Amarildo vertreten, dem in vier Spielen drei Tore gelangen. Auf dem Weg ins Finale gelangen in der Vorrunde Siege gegen Mexiko und Spanien, u. a. mit Ferenc Puskás, während gegen den späteren Finalgegner Tschechoslowakei nur ein torloses Remis gelang. In der K.-o.-Runde folgten Siege gegen England und Gastgeber Chile. Das Halbfinale gegen Chile sahen mehr Zuschauer als das spätere Finale. In diesem profitierten die Brasilianer – wie 40 Jahre später wieder – von Fehlern des besten Torhüters des Turniers. Viliam Schrojf hatte seine Mannschaften mit einer Vielzahl von Paraden ins Endspiel gebracht – wie Oliver Kahn 40 Jahre später – sah dann aber bei allen drei Toren der Brasilianer schlecht aus. Mit dem Finalsieg beendete Mittelfeldregisseur Didí seine Nationalmannschaftskarriere und wurde zunächst Spielertrainer und später u. a. Trainer der peruanischen Fußballnationalmannschaft, die er zur WM 1970 führte.

### WM 1966 in England
Wieder war Brasilien als Titelverteidiger automatisch qualifiziert, hatte die pflichtspielfreie Zeit aber nicht genutzt, um die Mannschaft zu verjüngen. Mit einer überalterten Mannschaft – zwar hatte Brasilien mit Edu (16 Jahre) den jüngsten Spieler des Turniers im Kader, er wurde aber nicht eingesetzt – schied Brasilien als zweiter Titelverteidiger bereits in der Vorrunde aus. Pelé erzielte zwar im ersten Spiel gegen Bulgarien den Führungstreffer zum 2:0-Sieg, fehlte aber gegen Ungarn verletzungsbedingt und wurde im Spiel gegen Portugal nach einer halben Stunde nach mehreren brutalen Fouls verletzt vom Platz getragen. Er kehrte zwar noch einmal zurück, humpelte aber nur noch über das Spielfeld und konnte die Niederlage und damit das vorzeitige Ausscheiden des Titelverteidigers nicht mehr verhindern. Nach dem Ausscheiden war Pelé entschlossen nicht mehr für Brasilien zu spielen, gehörte dann aber vier Jahre später wieder dazu.

### WM 1970 in Mexiko

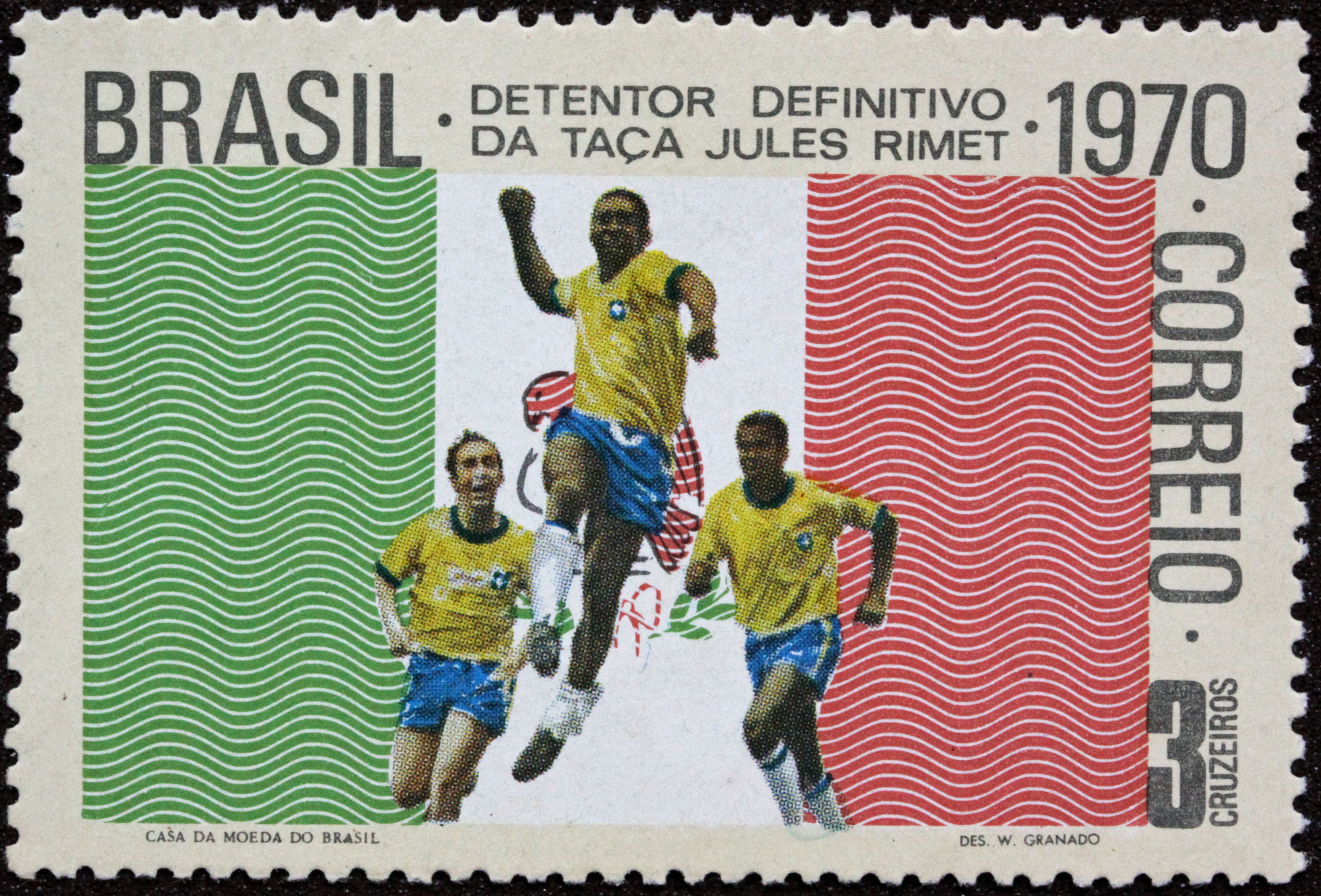
Jubelszene auf einer brasilianischen Briefmarke

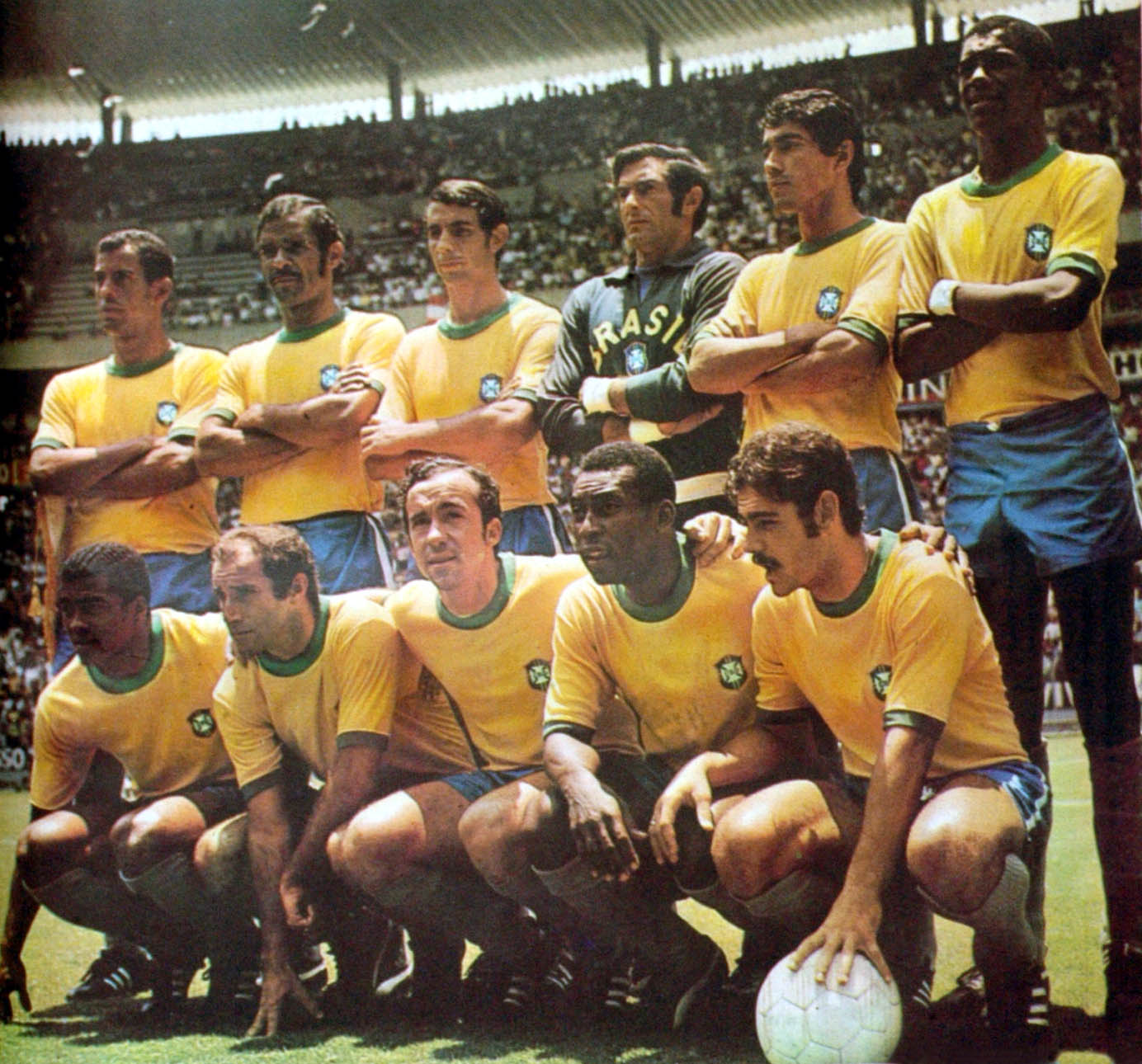
Die Mannschaft vor dem Viertelfinalspiel gegen Peru

Brasilien hatte sich durch sechs Siege gegen Paraguay, Kolumbien und Venezuela qualifiziert.
Mit dem dritten Titelgewinn konnte sich Brasilien endgültig den Jules-Rimet-Pokal sichern. Trainer war Mário Zagallo, der damit als Erster den Titel als Spieler (1958 und 1962) und Trainer gewinnen konnte. Beim 4:1-Finalsieg gegen Italien erzielte Pelé sein 75. Länderspieltor und wurde als erster Spieler zum dritten Mal Weltmeister. Ein Jahr später beendete er seine Karriere in der Nationalmannschaft. Auf dem Weg ins Finale wurden u. a. Titelverteidiger England in der Vorrunde mit 1:0, die von Didí trainierten Peruaner im Viertelfinale mit 4:2 und Uruguay im Halbfinale mit 3:1 geschlagen.

### WM 1974 in Deutschland

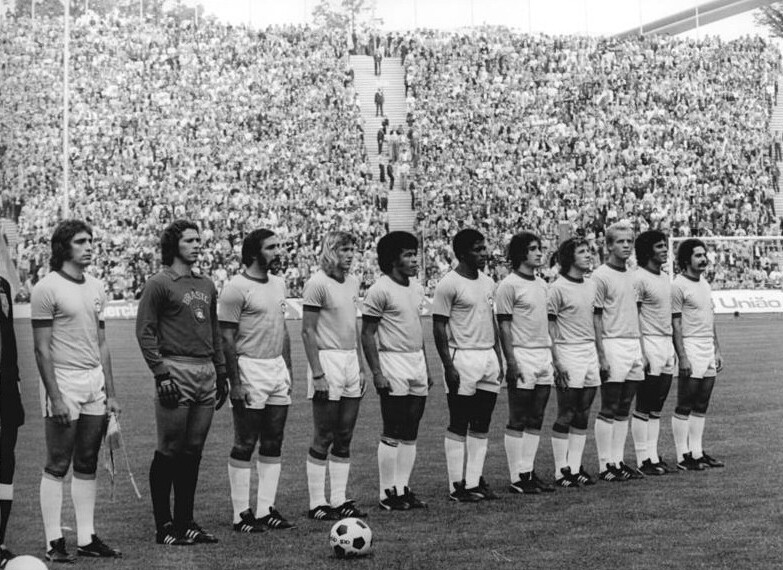
Brasilien im Münchner Olympiastadion vor dem Spiel um den 3. Platz

Brasilien war als Titelverteidiger automatisch qualifiziert und erstmals durfte der Titelverteidiger das Eröffnungsspiel bestreiten, setzte aber gegen Jugoslawien die 1966 in England begonnene Serie von torlosen Eröffnungsspielen fort. Auch im Spiel gegen den zweiten europäischen Gruppengegner Schottland kam es nur zu einem 0:0, so dass – da sich Schottland und Jugoslawien ebenfalls unentschieden trennten – die Spiele der drei Mannschaften gegen Zaire für das Weiterkommen entscheidend waren. Da Brasilien ein Tor mehr gegen Zaire erzielte als die Schotten, erreichte Brasilien die erstmals durchgeführte zweite Finalrunde. Aber ohne Pelé konnte Brasilien in Deutschland nicht mehr an die Spielweise von Mexiko anknüpfen, spielte daher eher defensiv und wusste sich im entscheidenden Spiel der zweiten Finalrunde gegen die Niederländer oft nur mit Fouls zu retten, so dass der Brasilianer Luís Pereira als erster Brasilianer die Rote Karte sah. Da das Spiel mit 0:2 verloren wurde, reichte es nur zum Spiel um Platz 3, das mit 0:1 gegen Polen ebenfalls verloren wurde. Mit dieser WM beendete auch Mário Américo, langjähriger Masseur der Mannschaft, seine Tätigkeit und wurde Politiker.

### WM 1978 in Argentinien
Erstmals wurde die Qualifikation in Südamerika über zwei Runden durchgeführt. Durch zwei Siege und zwei Unentschieden gegen Kolumbien und Paraguay erreichte Brasilien die zweite Runde, die in Kolumbien stattfand, wo sich Brasilien durch zwei Siege gegen Bolivien und Peru – das sich ebenfalls qualifizierte – durchsetzte.
Auch wenn Brasilien als einzige Mannschaft kein Spiel verlor, reichte es wieder nur zum Spiel um Platz 3, da in der zweiten Finalrunde Argentinien durch ein 6:0 gegen Peru die bessere Tordifferenz im Vergleich mit der punktgleichen Mannschaft aus Brasilien hatte. Allerdings hatte sich Brasilien für die zweite Finalrunde nur durch 2 Remis und einen 1:0-Sieg gegen die bereits für die zweite Finalrunde qualifizierten Österreicher qualifiziert. Nur gegen Polen und Peru gelangen in der zweiten Finalrunde je drei Tore, da aber das Spiel gegen Gastgeber Argentinien torlos endete, reichten diese nicht für den Finaleinzug. Gegen Italien kam Brasilien im Spiel um Platz 3 zu einem 2:1 und wurde damit zum zweiten Mal WM-Dritter.

### WM 1982 in Spanien
Mit vier Siegen gegen Bolivien und Venezuela qualifizierte sich Brasilien für die WM-Endrunde. Wieder galt Brasilien als ein Titelaspirant und setzte sich auch in der ersten Finalrunde mit drei Siegen gegen die Sowjetunion, Schottland und WM-Neuling Neuseeland souverän als Gruppensieger durch. Nach einem Sieg gegen Argentinien im ersten Spiel der 2. Finalrunde hätte ein Unentschieden gegen Italien im zweiten Spiel zum Einzug ins Halbfinale gereicht, Paolo Rossi, der spätere Torschützenkönig, zerstörte aber mit drei Toren zum 3:2-Sieg vorzeitig die Titelträume der Brasilianer. Damit gelangte Brasilien erstmals seit 1966 nicht unter die besten vier Mannschaften des Turniers.

### WM 1986 in Mexiko
Mit Siegen in den Auswärtsspielen in Bolivien und Paraguay sowie Unentschieden in den beiden Heimspielen qualifizierte sich Brasilien für die zweite WM in Mexiko. Die Vorrunde wurde mit drei Siegen gegen Spanien, Algerien und Nordirland und ohne Gegentor überstanden und auch das Achtelfinalspiel gegen Polen mit 4:0 gewonnen. In einem der besten WM-Spiele aller Zeiten musste sich die Mannschaft im Viertelfinale aber den Franzosen im Elfmeterschießen beugen und erreichte wieder keinen Platz unter den besten Vier.

### WM 1990 in Italien
Mit drei Siegen und einem Remis qualifizierte sich Brasilien gegen Chile und Venezuela für die zweite WM in Italien und konnte mit drei Siegen gegen Schweden, WM-Neuling Costa Rica und wieder Schottland bei ungewohnt defensiver Spielweise auch souverän die Vorrunde als Gruppensieger abschließen. Aber diesmal war für Brasilien bereits im Achtelfinale Schluss, da dieses mit 0:1 gegen den Erzrivalen und Titelverteidiger Argentinien trotz der besten Turnierleistung verloren wurde.

### WM 1994 in den USA

Aufstellungen im Finale 1994

In der Qualifikation setzte sich Brasilien gegen Bolivien – das sich als Gruppenzweiter ebenfalls qualifizierte –, Uruguay, Ecuador und Venezuela mit fünf Siegen, zwei Unentschieden und einer Niederlage durch, wobei alle Heimspiele ohne Gegentor gewonnen wurden. Die Niederlage gegen Bolivien in der Höhe von La Paz war die erste Niederlage in einem WM-Qualifikationsspiel.
In den Vereinigten Staaten konnte Brasilien erstmals den 1974 eingeführten neuen WM-Pokal gewinnen, wobei es erstmals in der WM-Geschichte zu einer Finalentscheidung im Elfmeterschießen kam. Wie beim dritten Triumph 1970 war wieder Italien der Finalgegner, aber beiden Mannschaften gelang im Gegensatz zu 1970 in 120 Minuten kein Tor, so dass das Elfmeterschießen entscheiden musste. Insbesondere das Sturmduo Romário (5 Tore) und Bebeto (3 Tore) ragte aus der Mannschaft des Weltmeisters heraus. Auf dem Weg ins Finale hatte Brasilien in der Vorrunde Russland, das erstmals nach dem Zerfall der Sowjetunion teilnahm, und Kamerun besiegt sowie ein Remis gegen Schweden erzielt. In der K.-o.-Runde wurden Gastgeber USA, die Niederlande und der Vorrundengegner Schweden besiegt.

### WM 1998 in Frankreich
Als Titelverteidiger war Brasilien wieder automatisch qualifiziert und mit einem bis zum Finale herausragenden Ronaldo gelang der erneute Finaleinzug. Dabei wurden in der Gruppenphase Schottland und Marokko besiegt und, als bereits der Achtelfinaleinzug feststand, gegen Norwegen verloren. Im Achtelfinale wurde Chile und im Viertelfinale Dänemark besiegt, dann brauchte Brasilien aber im Halbfinale gegen die Niederlande das Glück im Elfmeterschießen. Im Finale zeigte Ronaldo nur eine schwache Leistung und Brasilien verlor mit 0:3 gegen Gastgeber Frankreich und damit erstmals ein Finale.

### WM 2002 in Japan und Südkorea

Aufstellungen im Finale 2002

In der Südamerika-Qualifikation traten die 10 CONMEBOL-Mitglieder im Jeder-gegen-Jeden-Modus in Hin- und Rückspielen gegeneinander an. Brasilien belegte dabei zwar nur den dritten Platz – mit deutlichem Abstand hinter Argentinien –, qualifizierte sich aber für die WM.
Bei der ersten WM in Asien erreichte Brasilien zum dritten Mal in Folge das Finale und traf dabei zum ersten Mal bei einer WM auf Deutschland, der bis dahin zweiterfolgreichsten Mannschaft. In einem lange Zeit ausgeglichenen Spiel profitierte Brasilien von einem Fehler des deutschen Torhüters und besten Spielers des Turniers Oliver Kahn und konnte durch das 2:0 zum fünften Mal den Titel gewinnen. Zudem wurde Ronaldo als vierter Brasilianer Torschützenkönig. Kapitän Cafu wurde der erste und bisher einzige Spieler, der drei WM-Endspiele erreichte. Der Weg ins Finale wurde durch drei Siege in der Gruppenphase gegen die Türkei, die erstmals seit 1954 wieder dabei war, Costa Rica und WM-Neuling China geebnet, denen Siege gegen Belgien, England und erneut die Türkei in der K.-o-Runde folgten. Alle sieben Spiele der brasilianischen Mannschaft fanden – ebenso wie die Spiele der zweit- und drittplatzierten Mannschaften – in sieben verschiedenen Städten statt.

### WM 2006 in Deutschland
Erstmals musste sich auch der Titelverteidiger für die WM qualifizieren. In der Südamerika-Qualifikation traten die 10 CONMEBOL-Mitglieder wieder im Jeder-gegen-Jeden-Modus in Hin- und Rückspielen gegeneinander an. Brasilien belegte punktgleich mit Argentinien aufgrund der besseren Tordifferenz den ersten Platz und qualifizierte sich souverän für die zweite WM in Deutschland. Dort gelang zwar mit drei Siegen in der Vorrunde gegen Kroatien, Australien und Japan der Gruppensieg, aber Sicherheitsdenken und Ergebnisverwaltung dominierten weitgehend das Spiel des Titelverteidigers. Der Sieg im Achtelfinale gegen Ghana war auch mehr das Resultat des Unvermögens der Ghanaer, das Tor zu treffen, als einer brasilianischen Überlegenheit. Wie 1986 war für Brasilien dann gegen Frankreich im Viertelfinale die WM zu Ende. Nach drei Finalteilnahmen in Folge reichte es erstmals wieder nicht zum Einzug in das Halbfinale. Immerhin konnte Ronaldo den seit 1974 bestehenden Torrekord von Gerd Müller (14 Tore) auf 15 Tore steigern und blieb bis 2014 WM-Rekordtorschütze.

### WM 2010 in Südafrika
In der Südamerika-Qualifikation traten die 10 CONMEBOL-Mitglieder wieder im Jeder-gegen-Jeden-Modus in Hin- und Rückspielen gegeneinander an. Brasilien belegte den ersten Platz und qualifizierte sich als erste südamerikanische Mannschaft für die erste WM in Afrika. In der Vorrunde traf die von Carlos Dunga, Weltmeister von 1994, trainierte Mannschaft erstmals auf Nordkorea (2:1) und die Elfenbeinküste (3:1) sowie Portugal (0:0) und erreichte als Gruppensieger das Achtelfinale gegen Chile, das mit 3:0 gewonnen wurde. Sie konnte sich aber erneut nicht über das Viertelfinale hinaus steigern. Gegen die Niederländer verlor die Mannschaft nach anfänglicher Führung mit 1:2 und Dunga trat anschließend als Nationaltrainer zurück.

### WM 2014 in Brasilien

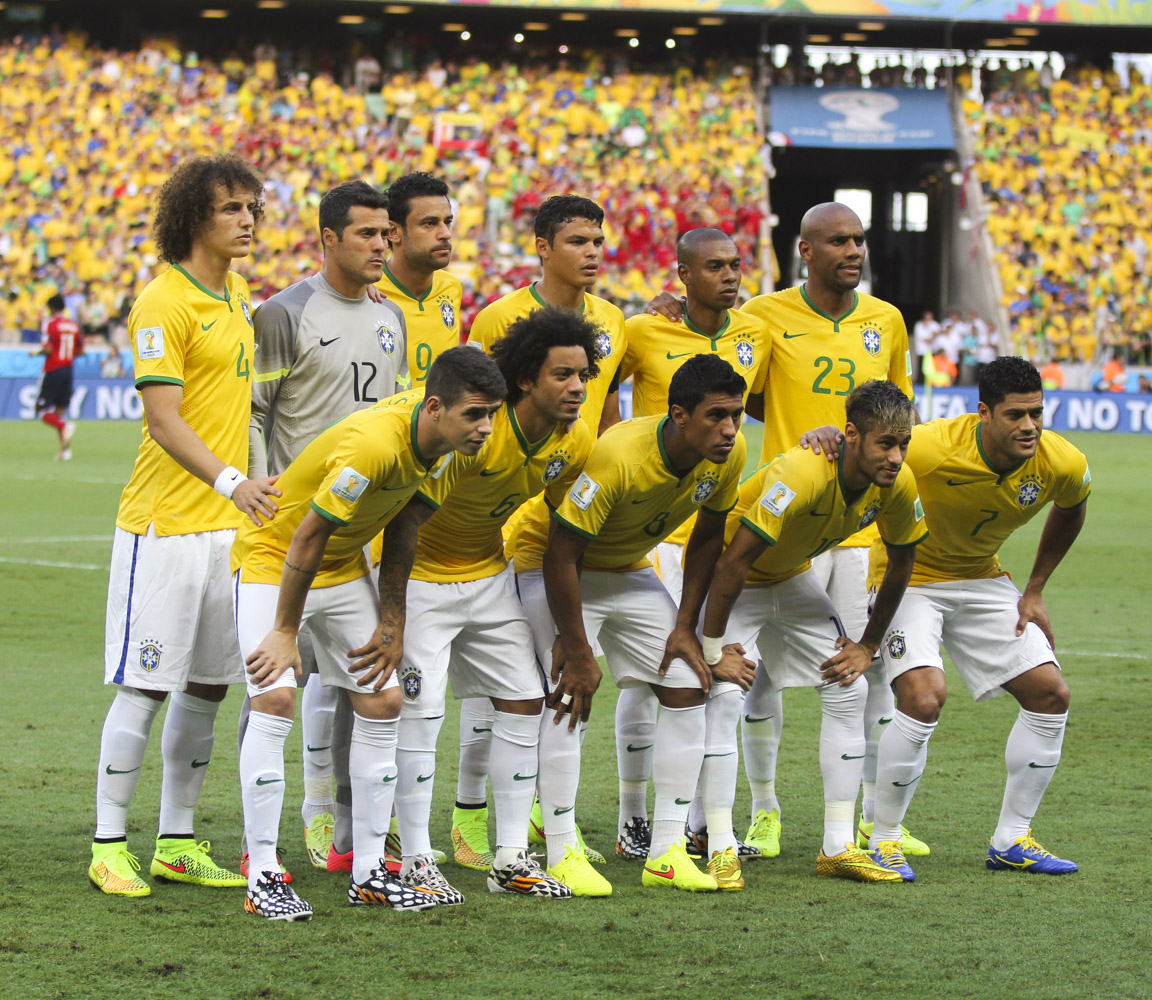
Die Mannschaft vor dem Viertelfinalspiel gegen Kolumbien

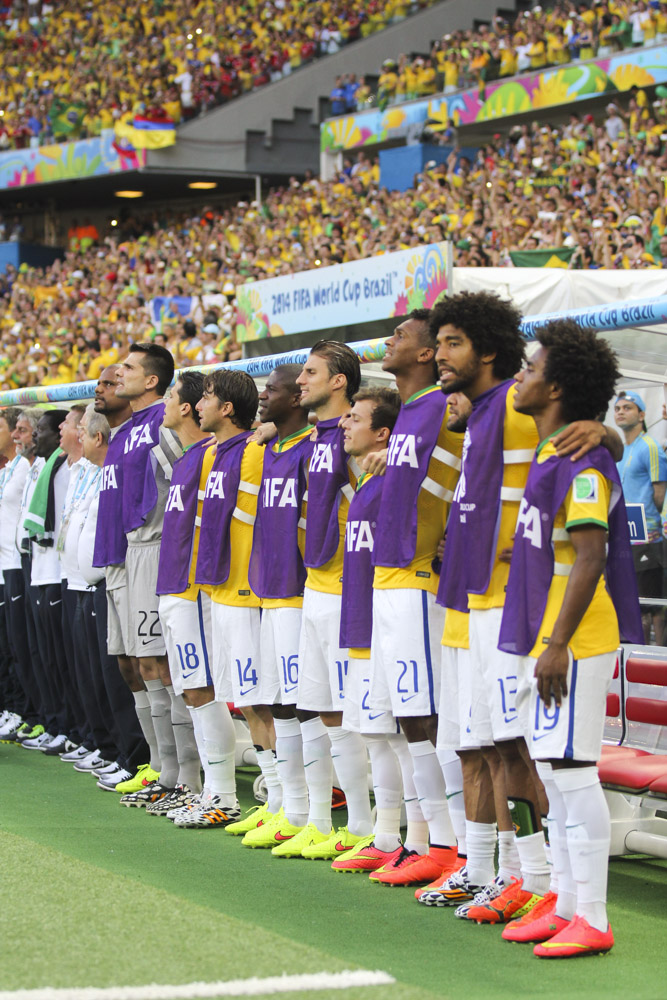
Die Auswechselspieler vor dem Viertelfinalspiel gegen Kolumbien

Zum zweiten Mal fand die WM in Brasilien statt, womit Brasilien automatisch qualifiziert war. Unter der Leitung von Luiz Felipe Scolari, der die Seleção 2002 zum WM-Titel geführt hatte, strebte Brasilien nach dem sechsten Titelgewinn. Scolari hatte die Seleção 2013 übernommen, nachdem Mano Menezes, der Dunga 2010 abgelöst hatte, nicht die erwünschte Spielweise realisieren konnte. Durch den Gewinn des als Generalprobe für die WM durchgeführten FIFA-Konföderationen-Pokal 2013 schlüpfte die Seleção in die Rolle des WM-Favoriten. Die WM begann für Brasilien aber mit dem ersten Eigentor eines Brasilianers in der WM-Geschichte: Verteidiger Marcelo unterlief das Missgeschick im Eröffnungsspiel gegen Kroatien. Seinen Mitspielern gelang es aber noch, das Spiel zu drehen und mit 3:1 zu gewinnen. Nach einem 0:0 gegen Mexiko gelang mit einem 4:1-Sieg gegen Kamerun der Einzug ins Achtelfinale, wo wie vier Jahre zuvor Chile der Gegner war. Hier war Brasilien auf das Glück im Elfmeterschießen angewiesen, um das Viertelfinale gegen den Nachbarn Kolumbien zu erreichen, gewann dieses dann mit 2:1. Allerdings wurde Neymar durch ein Foul so schwer verletzt, dass er für den Rest der WM ausfiel. Zudem hatte Kapitän Thiago Silva die zweite Gelbe Karte erhalten, so dass er für das Halbfinale gesperrt war. Dieses verlor Brasilien mit 1:7 gegen den späteren Weltmeister Deutschland. Im abschließenden Spiel um Platz drei gelang es der Seleção nicht, sich zu rehabilitieren, zog gegen die Niederlande mit 0:3 den Kürzeren und wurde letztlich WM-Vierter. Luiz Felipe Scolari wurde nach der WM entlassen und durch Dunga ersetzt, der damit eine zweite Chance bekam.

### WM 2018 in Russland
In der Qualifikation traten ab Oktober 2015 wieder alle zehn CONMEBOL-Mitglieder in Hin- und Rückspielen gegeneinander an. Die besten vier Mannschaften qualifizierten sich direkt, der Fünfte muss gegen ein Mitglied einer anderen Konföderation in Playoff-Spielen antreten. Brasilien startete mit einem Auswärtsspiel gegen Südamerikameister Chile und verlor mit 0:2, der ersten Niederlage gegen die Chilenen seit 15 Jahren. Von den folgenden 13 Spielen wurden zehn gewonnen und dreimal remis gespielt, u. a. 1:1 in Argentinien und 3:0 gegen Argentinien mit dem 50. Länderspieltor von Neymar, so dass bereits vor den letzten vier Spielen das WM-Ticket gebucht werden konnte. Dunga war da aber schon nicht mehr im Amt, denn nach dem Aus in der Gruppenphase bei der Copa América Centenario 2016 wurde er von Tite abgelöst, unter dem der Rekord von sechs Siegen in Folge aus der WM-Qualifikation 1970 zunächst eingestellt und anschließend auf neun gesteigert werden konnte. Zudem löste die Seleção die Argentinier damit im April 2017 an der Spitze der FIFA-Weltrangliste ab, verlor diese dann aber später an Weltmeister Deutschland, da in den drei letzten Spielen nur ein Sieg gelang und zweimal remis gespielt wurde.
In Russland startete die Seleção mit einem 1:1 gegen die Schweiz und gewann dann jeweils mit 2:0 gegen Costa Rica und Serbien. Im Achtelfinale gelang gegen Mexiko wieder ein 2:0-Sieg. Im Viertelfinale gegen Belgien geriet die Mannschaft durch ein Eigentor von Fernandinho früh in Rückstand und kassierte dann auch noch das 0:2 und damit erstmals zwei Gegentreffer im Turnier. In der zweiten Halbzeit drängte die Mannschaft auf den Ausgleich, aber mehr als der Anschlusstreffer durch Renato Augusto in der 76. Minute sprang trotz 26:8 Torschüssen nicht heraus. Dabei hatte die Mannschaft Pech, dass ihr trotz Videobeweis ein Strafstoß nach einem Foul an Gabriel Jesus im Strafraum versagt wurde.

### WM 2022 in Katar
In der Qualifikation treten wieder alle 10 CONMEBOL-Mitglieder in Hin- und Rückspielen gegeneinander an. Aufgrund der COVID-19-Pandemie startete die Qualifikation statt im März erst im Herbst 2020 und ohne Zuschauer. Brasilien konnte als einzige Mannschaft die ersten sieben Spiele gewinnen. Zum Eklat kam es im achten Spiel gegen Argentinien, das abgebrochen wurde, weil es nach wenigen Minuten von der brasilianischen Gesundheitsbehörde wegen Verstößen einiger argentinischer Spieler gegen Quarantänemaßnahmen unterbrochen wurde. Von den nächsten fünf Spielen gewann Brasilien vier und gab nur beim torlosen Remis in Kolumbien einen Punkt ab. Damit konnten die Brasilianer bei noch sechs offenen Spielen nicht mehr schlechter als Dritter werden und waren damit für die WM vorzeitig qualifiziert. Am 14. Februar 2022 entschied das FIFA-Disziplinar-Komitee, dass das Spiel gegen Argentinien an einem Ort und zu einem Zeitpunkt, die von der FIFA bestimmt würden, zu wiederholen sei, verhängte Geldstrafen von 550.000 CHF gegen den brasilianischen sowie 250.000 CHF gegen den argentinischen Verband und sperrte die argentinischen Spieler Emiliano Buendía, Emiliano Martínez, Giovani Lo Celso und Cristian Romero für zwei Spiele. Ob das Spiel tatsächlich wiederholt wird, ist fraglich, da es keinen Einfluss mehr auf die Qualifikation hat. Brasilien und Argentinien erreichten als Gruppensieger und -zweiter die Endrunde, bei der die Brasilianer wie 2018 auf die Schweiz und Serbien und wie 2014 auf Kamerun trafen. Nach Siegen gegen Serbien und die Schweiz stand die Achtelfinalteilnahme fest, so dass im dritten Gruppenspiel überwiegend Reservisten eingesetzt wurden, die durch ein Tor in der Nachspielzeit mit 0:1 gegen Kamerun verloren, dem der Sieg aber auch nichts mehr nützte. Im Achtelfinale wurde Südkorea mit 4:1 bezwungen. Im Viertelfinale schieden die Brasilianer im Elfmeterschießen gegen Kroatien mit 2:4 aus.

### Weltmeisterschaft 2026
Für die erste WM in drei Ländern – Kanada, Mexiko und die USA – wurde die Zahl der Teilnehmer auf 48 erhöht und den südamerikanischen Mannschaften zwei feste Plätze mehr zugestanden, so dass sich nun sechs CONMEBOL-Mitglieder direkt qualifizieren können. In der im September 2023 begonnenen Qualifikation treten wieder alle zehn CONMEBOL-Mitglieder in Hin- und Rückspielen gegeneinander an. Der Siebtplatzierte nimmt als südamerikanischer Teilnehmer am WM-Play-off-Turnier im März 2026 teil. Brasilien startete mit zwei Siegen in die Qualifikation, kam dann gegen Venezuela nur zu einem 1:1 und verlor fünf Tage später erstmals seit 22 Jahren wieder gegen Uruguay. Es folgten fünf weitere Siege und drei weitere Remis, so dass trotz vier weiterer Niederlagen am drittletzten Spieltag die vorzeitige Qualifikation feststand.

## Spieler

### Rangliste der brasilianischen WM-Spieler mit den meisten Einsätzen
01. Cafu – 20 Einsätze bei 4 Turnieren
02. Ronaldo – 19 Einsätze bei 4 Turnieren
03. Cláudio Taffarel und Dunga – 18 Einsätze bei 4 bzw. 3 Turnieren
05. Roberto Carlos und Lúcio – 17 Einsätze bei 3 Turnieren
07. Jairzinho und Gilberto Silva – je 16 Einsätze bei 3 Turnieren
09. Bebeto, Didi, Roberto Rivelino, Nilton Santos und Thiago Silva – 15 Einsätze bei 3 Turnieren
14. Gilmar, Leão, Pelé, Rivaldo und Zico – 14 Einsätze bei 4 (Pelé, Thiago Silva), 3 (Gilmar und Zico) bzw. 2 (Leão und Rivaldo) Turnieren
19. Aldair und Neymar– 13 Einsätze bei 2 bzw. 3 Turnieren
21. Branco, Júlio César, Denílson, Dirceu, Djalma Santos, Garrincha, Oscar und Mário Zagallo – je 12 Einsätze bei 4 (Djalma Santos), 3 (Garrincha, Branco, Júlio César, Dirceu, Neymar und Oscar) bzw. 2 (Denílson und Mário Zagallo) Turnieren
29. Dani Alves, Jorginho, Leonardo, Paulinho und Ramires – 11 Einsätze bei 2 bzw. 3 (Dani Alves) Turnieren
34. Fernandinho, Juan, Júnior, Kaká, Marcelo, Müller, Ronaldinho, Sócrates, Toninho Cerezo, Vavá, Willian, Zito – je 10 Einsätze bei 3 bzw. 2 (Fernandinho, Júnior, Marcelo, Sócrates, Vavá, Willian, Zito und Toninho Cerezo) Turnieren

### Rangliste der brasilianischen WM-Spieler mit den meisten Toren
01. Ronaldo – 15 Tore
02. Pelé – 12 Tore
03. Jairzinho und Vavá – 9 Tore
05. Ademir, Leônidas, Neymar und Rivaldo – je 8 Tore
09. Careca – 7 Tore
10. Bebeto und Roberto Rivelino – je 6 Tore
12. Garrincha, Romário und Zico – je 5 Tore
Brasilien stellte viermal (1938/Leônidas, 1950/Ademir, 1962/Garrincha und 2002/Ronaldo) den WM-Torschützenkönig. Keine Mannschaft stellte öfter den Torschützenkönig. Zudem waren Ademir von 1950 bis 1954 mit neun Toren und Ronaldo von 2006 bis 2014 mit 15 Toren WM-Rekordtorschützen.

### WM-Kapitäne
- 1930: Preguinho
- 1934: Martim
- 1938: Martim, Leônidas (Wiederholungsspiel gegen die Tschechoslowakei), Brandão (Spiel um Platz 3)
- 1950: Augusto
- 1954: José Carlos Bauer
- 1958: Bellini
- 1962: Mauro Ramos
- 1966: Bellini, Orlando Peçanha (3. Spiel)
- 1970: Carlos Alberto
- 1974: Piazza (1. Finalrunde), Marinho Pérez (ab 2. Finalrunde)
- 1978: Émerson Leão, Roberto Rivelino (1. Spiel)
- 1982: Sócrates
- 1986: Edinho
- 1990: Ricardo Gomes
- 1994: Raí (Vorrunde), Dunga (ab Achtelfinale)
- 1998: Dunga
- 2002: Cafu
- 2006: Cafu, Dida/Ronaldo (3. Spiel)
- 2010: Lúcio
- 2014: Thiago Silva, David Luiz (Halbfinale)
- 2018: Marcelo (1. Spiel), Thiago Silva (2. und 4. Spiel), João Miranda (3. und 5. Spiel)
- 2022: Thiago Silva (1., 2., 4. und 5. Spiel), Dani Alves (3. Spiel)

### Bei Weltmeisterschaften gesperrte Spieler
- Bei der WM 1938 wurde Zézé als erster Brasilianer in einem WM-Spiel vom Platz gestellt. Arthur Machado folgte ihm 32 Minuten später in die Kabine.
- 1954 traf es im Spiel gegen Ungarn Nílton Santos und Humberto, da Brasilien ausschied, hatten die Platzverweise keine weitere Auswirkung.
- 1962 wurde Garrincha im Halbfinale vom Platz gestellt, die FIFA hob die Sperre aber für das Finale auf.
- 1974 erhielt Kapitän Luís Pereira im entscheidenden Spiel um den Gruppensieg der 2. Finalrunde die rote Karte und war für das Spiel um Platz 3 gesperrt.
- 1990 erhielt Ricardo Gomes im Achtelfinale gegen Argentinien die Rote Karte, da Brasilien das Spiel mit 0:1 verlor, hatte sie keinen weiteren Effekt. Carlos Mozer hatte in den beiden ersten Gruppenspielen die Gelbe Karte gesehen und war für das letzte Gruppenspiel gegen Schottland gesperrt.
- 1994 hatte Leonardo im Achtelfinale gegen die USA die rote Karte gesehen und wurde danach nicht mehr eingesetzt. Im Finale hatte Mazinho als erster Brasilianer die zweite Gelbe Karte erhalten, die aber keine Folgen mehr hatte.
- 1998 erhielt César Sampaio insgesamt drei gelbe Karten, die ersten beiden in den ersten beiden Spielen, so dass er für das dritte Spiel gesperrt war. Cafu erhielt im Achtel- und Viertelfinale jeweils eine Gelbe Karte und war damit für das Halbfinale gesperrt.
- 2002 erhielt Ronaldinho im Viertelfinale gegen England die Rote Karte und musste daher im Halbfinale zusehen.
- 2010 erhielt Kaká im Spiel gegen die Elfenbeinküste innerhalb von drei Minuten zwei gelbe Karten und somit die Gelb-Rote Karte, wodurch er für das Spiel gegen Portugal gesperrt war. Felipe Melo bekam im Viertelfinale gegen die Niederlande die Rote Karte, die aber aufgrund der Niederlage keine Auswirkung für das Turnier hatte. Er war dann allerdings für das erste Spiel gegen Venezuela bei der Copa América 2011 gesperrt, stand aber nicht im brasilianischen Kader. Für das Viertelfinale gesperrt war Ramires, der zuvor zwei gelbe Karten erhalten hatte.
- 2014: Luiz Gustavo war nach zwei gelben Karten für das Viertelfinale gegen Kolumbien gesperrt. Thiago Silva war nach zwei gelben Karten für das Halbfinale gegen Deutschland gesperrt.
- 2018: Casemiro war nach der zweiten gelben Karte für das Viertelfinale gesperrt.

### Anteil der im Ausland spielenden Spieler im WM-Kader
Zwar stand bereits 1934 ein Legionär im brasilianischen Kader, dieser blieb aber bis 1982 die Ausnahme. Erst ab 1982 wurden verstärkt im Ausland tätige Spieler in den Kader berufen und ab 1990 stellten mit Ausnahme von 2002 Legionäre die Mehrzahl der Kadermitglieder. Brasilien ist damit der erste Weltmeister, in dessen WM-Kader Legionäre die Mehrheit stellten. Nur Frankreich nominierte 1998 mehr Legionäre (13) beim Gewinn des WM-Titels.
| Jahr (Spiele) | Anzahl (Länder) | Spieler (Einsätze) |
| ------------- | --- | --- |
| 1930          | 0 | |
| 1934 (1)      | 1 (Uruguay) | Patesko (1) |
| 1938–1978     | 0 | |
| 1982 (5)      | 2 (1 in Italien, 1 in Spanien) | Paulo Roberto Falcão (5); Dirceu (1) |
| 1986 (5)      | 2 (Italien) | Edinho (5), Júnior (5) |
| 1990 (4)      | 12 (5 in Portugal, 4 in Italien, 1 in Deutschland, 1 in Frankreich und 1 in den Niederlanden)                                          | Ricardo Gomes (4), Branco (4), Aldair (0), Valdo (4), Paulo Silas (4); Dunga (4), Alemão (4), Careca (4), Müller (4); Jorginho (4); Carlos Mozer (2); Romário (1) |
| 1994 (7)      | 12 (3 in Deutschland, 3 in Spanien, 2 in Frankreich, 2 in Italien und 2 in Japan)                                                      | Jorginho (7), Dunga (7), Paulo Sérgio (2); Mauro Silva (7), Bebeto (7), Romário (7); Márcio Santos (7), Raí (5); Cláudio Taffarel (7), Aldair (7); Leonardo (4), Ronaldão (0) |
| 1998 (7)      | 13 (6 in Italien, 3 in Spanien, 2 in Japan, 1 in Deutschland und 1 in Portugal)                                                        | Aldair (5), André Cruz (0), Cafu (6), Leonardo (7), Ronaldo (7), Edmundo (2); Roberto Carlos (7), Rivaldo (7), Giovanni (1); César Sampaio (6), Dunga (7); Emerson (1); Doriva (1) |
| 2002 (7)      | 10 (4 in Italien, 3 in Spanien, 2 in Frankreich und 1 in Deutschland)                                                                  | Cafu (7), Júnior (1), Roque Júnior (6), Ronaldo (7); Roberto Carlos (6), Rivaldo (7), Denílson (5); Edmílson (6), Ronaldinho (5); Lúcio (7) |
| 2006 (5)      | 20 (6 in Italien, 5 in Spanien, 4 in Deutschland, 3 in Frankreich, 1 in England und 1 in Portugal)                                     | Dida (5), Júlio César (0), Cafu (3), Emerson (3), Kaká (4), Adriano (3); Roberto Carlos (3), Cicinho (1), Ronaldinho (4), Ronaldo (5), Robinho (3); Lúcio (3), Juan (4), Gilberto (2), Zé Roberto (4); Cris (0), Juninho (2), Fred (1); Gilberto Silva (1); Luisão (0)                                                                                                  |
| 2010 (5)      | 20 (8 in Italien, 4 in Spanien, 2 in Deutschland, 2 in Portugal, 1 in England, 1 in Frankreich, 1 in Griechenland und 1 in der Türkei) | Júlio César (5), Doni (0), Maicon (5), Lúcio (5), Juan (5), Thiago Silva (0), Felipe Melo (5), Júlio Baptista (1); Dani Alves (5), Kaká (4), Luís Fabiano (4), Nilmar (4); Josué (1), Grafite (1); Luisão (0), Ramires (4); Heurelho Gomes (0), Michel Bastos (5); Gilberto Silva (5); Elano (2)                                                                        |
| 2014 (7)      | 19 (5 in England, 3 in Frankreich, 3 in Italien, 3 in Spanien, 2 in Deutschland, 1 in Kanada, 1 in Russland und 1 in der Ukraine)      | Fernandinho (5), Paulinho (6), Oscar (7), Ramires (7), Willian (5); Thiago Silva (6), David Luiz (7), Maxwell (1), Henrique (1), Maicon (3); Dani Alves (4), Marcelo (6), Neymar (5); Dante (1), Luiz Gustavo (6); Júlio César (7); Hulk (6); Bernard (3) |
| 2018 (5)      | 20 (1 in China, 6 in England, 3 in Frankreich, 3 in Italien, 5 in Spanien und 2 in der Ukraine)                                        | Renato Augusto (3); Danilo (1), Ederson, Fernandinho (5), Roberto Firmino (4), Gabriel Jesus (5), Willian (5); Marquinhos (1), Neymar (5), Thiago Silva (5); Alisson (5), Douglas Costa (2), João Miranda (5); Casemiro (4), Philippe Coutinho (5), Filipe Luis (2), Marcelo (4), Paulinho (5); Fred, Taison                                                            |
| 2022 (5)      | 23 (12 in England, 2 in Frankreich, 3 in Italien, 1 in Mexiko und 5 in Spanien)                                                        | Alisson (4), Antony (4), Bruno Guimarães (2), Casemiro (4), Ederson (1), Gabriel Jesus (2), Gabriel Martinelli (3), Lucas Paquetá (4), Fabinho (1), Fred (4), Richarlison (4), Thiago Silva (4); Marquinhos (5), Neymar (3); Alex Sandro (3), Bremer (2), Danilo (3); Dani Alves (2); Alex Telles (1), Éder Militão (4), Raphinha (5), Rodrygo (4), Vinícius Júnior (4) |

## Spiele
Brasilien bestritt bisher 114 WM-Spiele – zwei mehr als Deutschland – gegen 49 verschiedene Gegner (keine Mannschaft hat gegen mehr verschiedene Gegner gespielt). Davon wurden 76 gewonnen, 19 verloren und 19 endeten remis. Keine Mannschaft gewann mehr WM-Spiele. Achtmal mussten Remis-Spiele verlängert werden, da ein Sieger ermittelt werden musste, gegen kein Land mehrmals. Dabei konnte nur ein Spiel in der Verlängerung regulär gewonnen werden, zudem drei Spiele im Elfmeterschießen. Zwei Spiele wurden in der Verlängerung verloren – durch Elfmeterschießen gegen Frankreich bzw. Kroatien. Ein Spiel wurde wiederholt und in der Wiederholung gewonnen. Nach einem Spiel, das 1954 in der Gruppenphase 1:1 n. V. endete, erfolgte aufgrund des einmaligen Modus ein Losentscheid über die Platzierung in der Gruppe.
Brasilien nahm viermal (1950, 1974, 1998, 2014, davon je 2× als Gastgeber und Weltmeister) am Eröffnungsspiel teil, nur Mexiko (5×) bestritt häufiger das erste oder Eröffnungsspiel. Bisher hatte die brasilianische Mannschaft 13 Heimspiele bei Weltmeisterschaften und musste 5× gegen den Gastgeber antreten, zweimal im Finale (1958 und 1998) und je einmal in der Zwischenrunde (1978), im Achtelfinale (1994) und im Halbfinale (1962).
Brasilien verlor fünfmal (1938, 1950, 1982, 1998 und 2014) gegen den späteren Weltmeister. 1978 reichte es in der Zwischenrunde zu einem 0:0 gegen den späteren Weltmeister, aufgrund der schlechteren Tordifferenz wurde aber das Finale verpasst. 1950 und 1982 hätte ein Remis gereicht um aufgrund der höheren Punktzahl bzw. besseren Tordifferenz den Titel zu gewinnen bzw. das Halbfinale zu erreichen.
Brasilien traf viermal auf den Titelverteidiger, dabei wurde je zweimal gewonnen (1970 gegen England in der Vorrunde und 1982 gegen Argentinien in der Zwischenrunde) und verloren (1938 gegen Italien im Halbfinale und 1990 gegen Argentinien im Achtelfinale).
Brasilien traf zwölfmal auf WM-Neulinge: 1934/Schweden, 1938/Polen, 1958/Sowjetunion und Wales, 1966/Portugal, 1974/Zaire und DDR, 1982/Neuseeland, 1990/Costa Rica, 1994/Russland, 2002/China sowie 2006/Ghana.
Bei Weltmeisterschaftsturnieren traf Brasilien zwar auf die DDR-Auswahl (1974), aber nie auf eine westdeutsche DFB-Auswahl (1974 bis 1990). Allerdings kam es später zu zwei Begegnungen (2002 und 2014) mit der DFB-Auswahl des wiedervereinigten Deutschland. Damit ist Brasilien die dritte Mannschaft, die gegen alle deutschsprachigen WM-Teilnehmer spielte: Schweiz 1950, DDR 1974, Österreich 1958 und BR Deutschland 2002. Dies gelang zuvor nur der Niederlande und Chile.
Brasilien spielte bisher gegen Mannschaften aller Konföderationen, was zudem nur Chile, Deutschland, Italien, Kroatien, Schottland und der UdSSR gelang.
Bei den WM-Turnieren 2006, 2010 und 2014 traf Brasilien auf Gegner aus vier Konföderationen, dagegen spielte Brasilien 1934, 1958 und 1966 nur gegen europäische Gegner.
Häufigste Gegner: Schweden (7-mal), Italien, die Niederlande, Spanien und die Tschechoslowakei (je 5-mal). Dabei wurde nur gegen Schweden und die Tschechoslowakei nie verloren.
Brasilien spielte bisher in 59 WM-Städten – nur Deutschland spielte in mehr WM-Städten (64). Am häufigsten (10×) spielte Brasilien in Guadalajara (je 5× 1970 und 1986) – keine Mannschaft spielte häufiger in einer WM-Stadt.
| Alle WM-Spiele |            |                      |                     |   |                          |                                      | |
| Nr.            | Datum      | Ergebnis             | Gegner              |   | Austragungsort           | Anlass                               | Bemerkungen |
| 1              | 14.07.1930 | 1:2                  | Jugoslawien         | * | Montevideo (URU)         | Vorrunde                             | Erstes Länderspiel gegen eine europäische Mannschaft Erstes Länderspiel gegen Jugoslawien                                                                                                   |
| 2              | 20.07.1930 | 4:0                  | Bolivien            | * | Montevideo (URU)         | Vorrunde                             | Erstes Länderspiel gegen Bolivien Erster Sieg bei einer WM |
| 3              | 27.05.1934 | 1:3                  | Spanien             | * | Genua (ITA)              | Achtelfinale                         | Erstes Länderspiel in Europa Erstes Länderspiel einer südamerikanischen Mannschaft gegen Spanien                                                                                            |
| 4              | 05.06.1938 | 6:5 n. V.            | Polen               | * | Straßburg (FRA)          | Achtelfinale                         | Erstes Länderspiel einer südamerikanischen Mannschaft gegen Polen |
| 5              | 12.06.1938 | 1:1 n. V.            | Tschechoslowakei    | * | Bordeaux (FRA)           | Viertelfinale                        | Erstes Länderspiel einer südamerikanischen Mannschaft gegen die Tschechoslowakei |
| 6              | 14.06.1938 | 2:1                  | Tschechoslowakei    | * | Bordeaux (FRA)           | Viertelfinale (Wiederholungsspiel)   | |
| 7              | 16.06.1938 | 1:2                  | Königreich Italien  | * | Marseille (FRA)          | Halbfinale                           | Erstes Länderspiel gegen Italien |
| 8              | 19.06.1938 | 4:2                  | Schweden            | * | Bordeaux (FRA)           | Spiel um Platz 3                     | Erstes Länderspiel gegen Schweden, letztes Länderspiel unter Adhemar Pimenta |
| 9              | 24.06.1950 | 4:0                  | Mexiko              | H | Rio de Janeiro           | Vorrunde                             | Erstes Länderspiel gegen Mexiko |
| 10             | 28.06.1950 | 2:2                  | Schweiz             | H | São Paulo                | Vorrunde                             | Erstes Länderspiel gegen die Schweiz |
| 11             | 01.07.1950 | 2:0                  | Jugoslawien         | H | Rio de Janeiro           | Vorrunde                             | |
| 12             | 09.07.1950 | 7:1                  | Schweden            | H | Rio de Janeiro           | Finalrunde                           | Höchster Sieg gegen Schweden Höchster Sieg in einem WM-Spiel |
| 13             | 13.07.1950 | 6:1                  | Spanien             | H | Rio de Janeiro           | Finalrunde                           | Höchster Sieg gegen Spanien |
| 14             | 16.07.1950 | 1:2                  | Uruguay             | H | Rio de Janeiro           | Finalrunde (Inoffizielles WM-Finale) | |
| 15             | 16.06.1954 | 5:0                  | Mexiko              | * | Genf (SUI)               | Vorrunde                             | |
| 16             | 19.06.1954 | 1:1 n. V.            | Jugoslawien         | * | Lausanne (SUI)           | Vorrunde                             | Brasilien durch Losentscheid Gruppenzweiter |
| 17             | 27.06.1954 | 2:4                  | Ungarn              | * | Bern (SUI)               | Viertelfinale                        | Erstes Länderspiel einer südamerikanischen Mannschaft gegen Ungarn |
| 18             | 08.06.1958 | 3:0                  | Österreich          | * | Uddevalla (SWE)          | Vorrunde                             | Höchster Sieg gegen Österreich |
| 19             | 11.06.1958 | 0:0                  | England             | * | Göteborg (SWE)           | Vorrunde                             | Allererstes torloses WM-Spiel |
| 20             | 15.06.1958 | 2:0                  | Sowjetunion         | * | Göteborg (SWE)           | Vorrunde                             | Erstes Länderspiel einer südamerikanischen Mannschaft gegen die UdSSR |
| 21             | 19.06.1958 | 1:0                  | Wales               | * | Göteborg (SWE)           | Viertelfinale                        | Erstes Länderspiel einer südamerikanischen Mannschaft gegen Wales |
| 22             | 24.06.1958 | 5:2                  | Frankreich          | * | Stockholm (SWE)          | Halbfinale                           | Einziger Pflichtspielsieg gegen Frankreich Höchster Sieg gegen Frankreich |
| 23             | 29.06.1958 | 5:2                  | Schweden            | A | Stockholm (SWE)          | Finale                               | Erster Weltmeistertitel Einziger Gewinn des Weltmeistertitels einer südamerikanischen Mannschaft in Europa Torreichstes WM-Finale                                                           |
| 24             | 30.05.1962 | 2:0                  | Mexiko              | * | Viña del Mar (CHI)       | Vorrunde                             | |
| 25             | 02.06.1962 | 0:0                  | Tschechoslowakei    | * | Viña del Mar (CHI)       | Vorrunde                             | |
| 26             | 06.06.1962 | 2:1                  | Spanien             | * | Viña del Mar (CHI)       | Vorrunde                             | |
| 27             | 10.06.1962 | 3:1                  | England             | * | Viña del Mar (CHI)       | Viertelfinale                        | |
| 28             | 13.06.1962 | 4:2                  | Chile               | A | Santiago de Chile (CHI)  | Halbfinale                           | |
| 29             | 17.06.1962 | 3:1                  | Tschechoslowakei    | * | Santiago de Chile (CHI)  | Finale                               | Zweiter Weltmeistertitel Zweite und bis heute letzte Titelverteidigung eines Weltmeisters                                                                                                   |
| 30             | 12.07.1966 | 2:0                  | Bulgarien           | * | Liverpool (ENG)          | Vorrunde                             | |
| 31             | 15.07.1966 | 1:3                  | Ungarn              | * | Liverpool (ENG)          | Vorrunde                             | |
| 32             | 19.07.1966 | 1:3                  | Portugal            | * | Liverpool (ENG)          | Vorrunde                             | Höchste Niederlage gegen Portugal, letztes Spiel unter Vicente Feola |
| 33             | 03.06.1970 | 4:1                  | Tschechoslowakei    | * | Guadalajara (MEX)        | Vorrunde                             | |
| 34             | 07.06.1970 | 1:0                  | England             | * | Guadalajara (MEX)        | Vorrunde                             | |
| 35             | 10.06.1970 | 3:2                  | Rumänien            | * | Guadalajara (MEX)        | Vorrunde                             | Erstes Länderspiel gegen Rumänien |
| 36             | 14.06.1970 | 4:2                  | Peru                | * | Guadalajara (MEX)        | Viertelfinale                        | |
| 37             | 17.06.1970 | 3:1                  | Uruguay             | * | Guadalajara (MEX)        | Halbfinale                           | |
| 38             | 21.06.1970 | 4:1                  | Italien             | * | Mexiko-Stadt (MEX)       | Finale                               | Dritter Weltmeistertitel, 100. WM-Tor für Brasilien durch Pelé |
| 39             | 13.06.1974 | 0:0                  | Jugoslawien         | * | Frankfurt (BRD)          | 1. Finalrunde/Eröffnungsspiel        | |
| 40             | 18.06.1974 | 0:0                  | Schottland          | * | Frankfurt (BRD)          | 1. Finalrunde                        | |
| 41             | 22.06.1974 | 3:0                  | Zaire               | * | Gelsenkirchen (BRD)      | 1. Finalrunde                        | Einziges Länderspiel einer südamerikanischen Mannschaft gegen Zaire |
| 42             | 26.06.1974 | 1:0                  | DDR                 | * | Hannover (BRD)           | 2. Finalrunde                        | Erstes Länderspiel gegen die DDR |
| 43             | 30.06.1974 | 2:1                  | Argentinien         | * | Hannover (BRD)           | 2. Finalrunde                        | |
| 44             | 03.07.1974 | 0:2                  | Niederlande         | * | Dortmund (BRD)           | 2. Finalrunde                        | |
| 45             | 06.07.1974 | 0:1                  | Polen               | * | München (BRD)            | Spiel um Platz 3                     | Einzige Niederlage gegen Polen, letztes Spiel in der ersten Amtszeit von Mário Zagallo |
| 46             | 03.06.1978 | 1:1                  | Schweden            | * | Mar del Plata (ARG)      | 1. Finalrunde                        | |
| 47             | 07.06.1978 | 0:0                  | Spanien             | * | Mar del Plata (ARG)      | 1. Finalrunde                        | Unter Einberechnung auch inoffizieller Spiele 500. Spiel Brasiliens |
| 48             | 11.06.1978 | 1:0                  | Österreich          | * | Mar del Plata (ARG)      | 1. Finalrunde                        | |
| 49             | 14.06.1978 | 3:0                  | Peru                | * | Mendoza (ARG)            | 2. Finalrunde                        | |
| 50             | 18.06.1978 | 0:0                  | Argentinien         | A | Rosario (ARG)            | 2. Finalrunde                        | |
| 51             | 21.06.1978 | 3:1                  | Polen               | * | Mendoza (ARG)            | 2. Finalrunde                        | |
| 52             | 24.06.1978 | 2:1                  | Italien             | * | Buenos Aires (ARG)       | Spiel um Platz 3                     | |
| 53             | 14.06.1982 | 2:1                  | Sowjetunion         | * | Sevilla (ESP)            | 1. Finalrunde                        | Letztes Länderspiel gegen die UdSSR |
| 54             | 18.06.1982 | 4:1                  | Schottland          | * | Sevilla (ESP)            | 1. Finalrunde                        | |
| 55             | 23.06.1982 | 4:0                  | Neuseeland          | * | Sevilla (ESP)            | 1. Finalrunde                        | Erstes Länderspiel einer südamerikanischen Mannschaft gegen Neuseeland |
| 56             | 02.07.1982 | 3:1                  | Argentinien         | * | Barcelona (ESP)          | 2. Finalrunde                        | |
| 57             | 05.07.1982 | 2:3                  | Italien             | * | Barcelona (ESP)          | 2. Finalrunde                        | Letztes Spiel in der ersten Amtszeit von Telê Santana |
| 58             | 01.06.1986 | 1:0                  | Spanien             | * | Guadalajara (MEX)        | Vorrunde                             | |
| 59             | 06.06.1986 | 1:0                  | Algerien            | * | Guadalajara (MEX)        | Vorrunde                             | |
| 60             | 12.06.1986 | 3:0                  | Nordirland          | * | Guadalajara (MEX)        | Vorrunde                             | Erstes Länderspiel gegen Nordirland |
| 61             | 16.06.1986 | 4:0                  | Polen               | * | Guadalajara (MEX)        | Achtelfinale                         | Höchster Sieg gegen Polen |
| 62             | 21.06.1986 | 1:1 n. V. 3:4 i. E.  | Frankreich          | * | Guadalajara (MEX)        | Viertelfinale                        | Erstes Elfmeterschießen, letztes Spiel unter Telê Santana |
| 63             | 10.06.1990 | 2:1                  | Schweden            | * | Turin (ITA)              | Vorrunde                             | |
| 64             | 16.06.1990 | 1:0                  | Costa Rica          | * | Turin (ITA)              | Vorrunde                             | |
| 65             | 20.06.1990 | 1:0                  | Schottland          | * | Turin (ITA)              | Vorrunde                             | |
| 66             | 24.06.1990 | 0:1                  | Argentinien         | * | Turin (ITA)              | Achtelfinale                         | Letztes Spiel unter Sebastião Lazaroni |
| 67             | 20.06.1994 | 2:0                  | Russland            | * | Palo Alto (USA)          | Vorrunde                             | Erstes Länderspiel einer südamerikanischen Mannschaft gegen Russland |
| 68             | 24.06.1994 | 3:0                  | Kamerun             | * | Palo Alto (USA)          | Vorrunde                             | Erstes Länderspiel gegen Kamerun |
| 69             | 28.06.1994 | 1:1                  | Schweden            | * | Detroit (USA)            | Vorrunde                             | |
| 70             | 04.07.1994 | 1:0                  | Vereinigte Staaten  | A | Palo Alto (USA)          | Achtelfinale                         | |
| 71             | 09.07.1994 | 3:2                  | Niederlande         | * | Dallas (USA)             | Viertelfinale                        | |
| 72             | 13.07.1994 | 1:0                  | Schweden            | * | Los Angeles (USA)        | Halbfinale                           | |
| 73             | 17.07.1994 | 0:0 n. V. 3:2 i. E.  | Italien             | * | Los Angeles (USA)        | Finale                               | Vierter Weltmeistertitel Erstes WM-Finale, das im Elfmeterschießen entschieden wurde Erster Sieg im Elfmeterschießen Letztes Spiel in der zweiten Amtszeit von Carlos Alberto Parreira      |
| 74             | 10.06.1998 | 2:1                  | Schottland          | * | Saint-Denis (FRA)        | Vorrunde/Eröffnungsspiel             | |
| 75             | 16.06.1998 | 3:0                  | Marokko             | * | Nantes (FRA)             | Vorrunde                             | |
| 76             | 23.06.1998 | 1:2                  | Norwegen            | * | Marseille (FRA)          | Vorrunde                             | |
| 77             | 27.06.1998 | 4:1                  | Chile               | * | Paris (FRA)              | Achtelfinale                         | |
| 78             | 03.07.1998 | 3:2                  | Dänemark            | * | Nantes (FRA)             | Viertelfinale                        | Cláudio Taffarel wird mit seinem 99. Länderspiel neuer Rekordnationalspieler |
| 79             | 07.07.1998 | 1:1 n. V. 4:2 i. E.  | Niederlande         | * | Marseille (FRA)          | Halbfinale                           | Cláudio Taffarel macht als erster Brasilianer sein 100. Länderspiel |
| 80             | 12.07.1998 | 0:3                  | Frankreich          | A | Saint-Denis (FRA)        | Finale                               | Höchste Niederlage gegen Frankreich und bis zum 8. Juli 2014 höchste Niederlage in einem WM-Spiel 101. und letztes Länderspiel von Cláudio Taffarel Letztes Länderspiel unter Mário Zagallo |
| 81             | 03.06.2002 | 2:1                  | Türkei              | * | Ulsan (KOR)              | Vorrunde                             | |
| 82             | 08.06.2002 | 4:0                  | Volksrepublik China | * | Seogwipo (KOR)           | Vorrunde                             | Erstes Länderspiel gegen China |
| 83             | 13.06.2002 | 5:2                  | Costa Rica          | * | Suwon (KOR)              | Vorrunde                             | |
| 84             | 17.06.2002 | 2:0                  | Belgien             | * | Kōbe (JAP)               | Achtelfinale                         | |
| 85             | 21.06.2002 | 2:1                  | England             | * | Präfektur Shizuoka (JAP) | Viertelfinale                        | |
| 86             | 26.06.2002 | 1:0                  | Türkei              | * | Saitama (JAP)            | Halbfinale                           | |
| 87             | 30.06.2002 | 2:0                  | Deutschland         | * | Yokohama (JAP)           | Finale                               | Erstes WM-Spiel gegen Deutschland Fünfter Weltmeistertitel |
| 88             | 13.06.2006 | 1:0                  | Kroatien            | * | Berlin (DEU)             | Vorrunde                             | |
| 89             | 18.06.2006 | 2:0                  | Australien          | * | München (DEU)            | Vorrunde                             | |
| 90             | 22.06.2006 | 4:1                  | Japan               | * | Dortmund (DEU)           | Vorrunde                             | |
| 91             | 27.06.2006 | 3:0                  | Ghana               | * | Dortmund (DEU)           | Achtelfinale                         | 200. WM-Tor für Brasilien durch Adriano |
| 92             | 01.07.2006 | 0:1                  | Frankreich          | * | Frankfurt (DEU)          | Viertelfinale                        | 142. und letztes Länderspiel von Rekordnationalspieler Cafu 125. und letztes Länderspiel von Roberto Carlos Letztes Länderspiel unter Carlos Alberto Parreira                               |
| 93             | 15.06.2010 | 2:1                  | Nordkorea           | * | Johannesburg (RSA)       | Vorrunde                             | Erstes Länderspiel gegen Nordkorea |
| 94             | 20.06.2010 | 3:1                  | Elfenbeinküste      | * | Johannesburg (RSA)       | Vorrunde                             | Erstes Länderspiel gegen die Elfenbeinküste |
| 95             | 25.06.2010 | 0:0                  | Portugal            | * | Durban (RSA)             | Vorrunde                             | |
| 96             | 28.06.2010 | 3:0                  | Chile               | * | Johannesburg (RSA)       | Achtelfinale                         | |
| 97             | 02.07.2010 | 1:2                  | Niederlande         | * | Port Elizabeth (RSA)     | Viertelfinale                        | Letztes Spiel in der ersten Amtszeit von Carlos Dunga |
| 98             | 12.06.2014 | 3:1                  | Kroatien            | H | São Paulo                | Vorrunde/Eröffnungsspiel             | Höchster Sieg gegen Kroatien, erstes Eigentor Brasiliens bei einer WM |
| 99             | 17.06.2014 | 0:0                  | Mexiko              | H | Fortaleza                | Vorrunde                             | |
| 100            | 23.06.2014 | 4:1                  | Kamerun             | H | Brasília                 | Vorrunde                             | Höchster Sieg gegen Kamerun |
| 101            | 28.06.2014 | 1:1 n. V., 3:2 i. E. | Chile               | H | Belo Horizonte           | Achtelfinale                         | |
| 102            | 04.07.2014 | 2:1                  | Kolumbien           | H | Fortaleza                | Viertelfinale                        | Erstes WM-Spiel gegen Kolumbien |
| 103            | 08.07.2014 | 1:7                  | Deutschland         | H | Belo Horizonte           | Halbfinale                           | Höchste Niederlage eines WM-Gastgebers, eine der beiden höchsten Niederlagen für Brasilien, erste Heimniederlage gegen Deutschland Höchste Niederlage in einem WM-Spiel                     |
| 104            | 12.07.2014 | 0:3                  | Niederlande         | H | Brasília                 | Spiel um Platz 3                     | Letztes Spiel unter Luiz Felipe Scolari, höchste Niederlage gegen die Niederlande |
| 105            | 17.06.2018 | 1:1                  | Schweiz             | * | Rostow am Don (RUS)      | Vorrunde                             | |
| 106            | 22.06.2018 | 2:0                  | Costa Rica          | * | Sankt Petersburg (RUS)   | Vorrunde                             | |
| 107            | 27.06.2018 | 2:0                  | Serbien             | * | Moskau (RUS)             | Vorrunde                             | |
| 108            | 02.07.2018 | 2:0                  | Mexiko              | * | Samara (RUS)             | Achtelfinale                         | |
| 109            | 06.07.2018 | 1:2                  | Belgien             | * | Kasan                    | Viertelfinale                        | |
| 110            | 24.11.2022 | 2:0                  | Serbien             | * | Lusail (QAT)             | Vorrunde                             | |
| 111            | 28.11.2022 | 1:0                  | Schweiz             | * | Doha (QAT)               | Vorrunde                             | |
| 112            | 02.12.2022 | 0:1                  | Kamerun             | * | Lusail (QAT)             | Vorrunde                             | |
| 113            | 05.12.2022 | 4:1                  | Südkorea            | * | Doha (QAT)               | Achtelfinale                         | |
| 114            | 09.12.2022 | 1:1 n. V.; 2:4 i. E. | Kroatien            | * | ar-Rayyan (QAT)          | Viertelfinale                        | |

## Bilanz gegen die anderen Weltmeister bei Weltmeisterschaften
- Spanien: 5 Spiele, 3 Siege, 1 Remis, 1 Niederlage, 10:5 Tore
- Italien: 5 Spiele (davon 2× Finale, 1× Platz 3, 1× Halbfinale): 2 Siege, 1 Remis (Sieg n. E.), 2 Niederlagen, 9:7 Tore
- Argentinien: 4 Spiele: 2 Siege, 1 Remis, 1 Niederlage, 5:3 Tore
- Frankreich: 4 Spiele (davon 1× Finale, 1× Halbfinale): 1 Sieg, 1 Remis (Niederlage n. E.) 2 Niederlagen, 6:7 Tore
- England: 4 Spiele, 3 Siege, 1 Remis, 6:2 Tore
- Uruguay: 2 Spiele (davon 1× Quasi-Finale, 1× Halbfinale), 1 Sieg, 1 Niederlage, 4:3 Tore
- Deutschland: 2 Spiele (1× Finale, 1 × Halbfinale), 1 Sieg, 1 Niederlage, 3:7 Tore

## Rekorde
(Stand 9. Dezember 2022)

### Mannschaft
- Die meisten Spiele: 114 (2 mehr als Deutschland)
- Die meisten Siege: 76
- Die meisten Tore: 237
- Die beste Tordifferenz: +129
- Die meisten Spiele ohne Gegentor: 45 (seit 1950 immer mindestens 1 Spiel ohne Gegentor)
- Die längste Siegesserie: Brasilien mit 11 Spielen 2002–2006
- Die längste Serie ohne Niederlage: Brasilien mit 13 Spielen 1958–1966
- Die längste Serie an Vorrundenspielen ohne Niederlage: Brasilien mit 23 Spielen 1970–1998
- Brasilien schaffte (zusammen mit Deutschland/1934–1958 und 1986–1998) die längsten Serien mit mindestens einem Tor pro Spiel: 1930–1958 je 18 Spiele
- Brasilien wurde als erstes Land Weltmeister im Land einer anderen Konföderation und gewann dabei als erste Mannschaft ein Finale gegen eine Mannschaft einer anderen Konföderation: 1958 in Europa
- Brasilien wurde als bisher einziges Land auf 4 Kontinenten (Europa/1958, Südamerika/1962, Nordamerika/1970 und 1994 sowie Asien/2002) Weltmeister
- Brasilien spielte als erste und bisher einzige Mannschaft beim Titelgewinn 2002 in sieben verschiedenen Städten.
- Die zweithäufigste Paarung im Finale: Brasilien – Italien (2×) nach Deutschland – Argentinien (3×)
- Die häufigste WM-Paarung: Brasilien – Schweden. In sieben Begegnungen bei sechs WM-Turnieren gewann Brasilien fünfmal, zwei Spiele endeten unentschieden (zudem Deutschland – Argentinien, 7×).
- Die häufigste Achtelfinalpaarung: Brasilien gegen Chile (3×)
- Die meisten Spiele, um Weltmeister zu werden, benötigte Brasilien 2002: 18 Qualifikations- und sieben Endrundenspiele.
- Die meisten Siege mit mindestens 4 Toren in K.-o.-Spielen: 9
- Letzter Weltmeister der den Titel verteidigen konnte: 1962
- Die meisten Tore bei vier Turnieren:
  - 1950: 22
  - 1962: 14
  - 1970: 19
  - 2002: 18
- Brasilien spielte als einzige Mannschaft bei vier Turnieren jeweils zweimal gegen den gleichen Gegner: 1938 Tschechoslowakei (Achtelfinale mit Wiederholungsspiel), 1962 Tschechoslowakei (Vorrunde und Finale), 1994 Schweden (Vorrunde und Halbfinale), 2002 Türkei (Vorrunde und Halbfinale)
- Brasilien ist die erste Mannschaft mit einer Tordifferenz von +100 in WM-Spielen. Dies wurde am 8. Juni 2002 mit dem 4:0-Endstand gegen China erreicht. Mittlerweile beträgt die Tordifferenz +129, lag aber vor dem Halbfinalspiel 2014 bei +128. Mit dem zwischenzeitlichen 4:0 im Halbfinale gegen Brasilien 2014 erreichte auch Deutschland eine Tordifferenz von +100, mittlerweile +102.
- Die meisten Mannschaften (17) mussten gegen Brasilien ihre oder eine ihrer höchsten Niederlagen in einem WM-Spiel hinnehmen.

### Spieler
- Die zweitmeisten Siege (ohne Siege in Elfmeterschießen): Cafu – 16 (nach Miroslav Klose/Deutschland – 17)
- Ein Brasilianer erzielte ein WM-Jubiläums-Tor: 300. Tor – Chico, das 4:0 beim 6:1-Sieg gegen Spanien am 13. Juli 1950
- Bester Spieler bei 2 Turnien:
  - Romário – 1994
  - Ronaldo – 1998
- Torschützenkönige:
  - Leônidas – 1938: 7 Tore
  - Ademir – 1950: 9 Tore
  - Garrincha – 1962: 4 Tore (ausgelost, 5 weitere Spieler, darunter der Brasilianer Vavá mit 4 Toren)
  - Ronaldo – 2002: 8 Tore

### Trainer
- Luiz Felipe Scolari ist der erste Trainer, der 12 WM-Spiele in Folge gewonnen hat, 7 × mit Brasilien (2002) und 5 × (davon eins im Elfmeterschießen) mit Portugal (2006). Die Serie endete bei der WM 2006 im Halbfinale durch eine Niederlage gegen Frankreich.
- Luiz Felipe Scolari ist der erste Trainer, der dreimal das Halbfinale erreicht hat. 2002 mit Brasilien und anschließendem Titel gegen Deutschland, 2006 mit Portugal und anschließender Niederlage im Spiel um Platz 3 (1:3) gegen Deutschland sowie 2014 erneut mit Brasilien, wo er wieder auf Deutschland traf und mit 1:7 verlor.
- Die meisten Teilnahmen als Trainer: 6, Carlos Alberto Parreira (Brasilien/2 ×, Kuwait/1 ×, VAE/1 ×, Saudi-Arabien/1 ×, Südafrika/1 ×) – zudem 2014 als Technischer Direktor für Brasilien.
- Erster Weltmeister als Spieler und Trainer: Mário Zagallo (Brasilien) (1958 und 1962/1970)
- Brasilianische Trainer standen bei den meisten WM-Spielen (161, davon 109× bei Brasilien) an der Seitenlinie und betreuten die meisten Mannschaften (21× die eigene Mannschaft und 14× andere Mannschaften, dabei Peru, Portugal und Saudi-Arabien je 2×). Dreimal trafen dabei von Brasilianern trainierte Mannschaften auf Brasilien: Portugal im 3. Gruppenspiel 1966 (3:1, höchster Sieg gegen Brasilien), Peru im Viertelfinale 1970 (2:4), Japan im 3. Gruppenspiel (1:4). Zweimal (1966 und 2006 jeweils mit Portugal) schnitten die brasilianischen Trainer der fremden Mannschaft besser ab als ihre Landsmänner mit der brasilianischen Mannschaft.

### Negativ-Rekorde
- Die meisten Gegentore in der kürzesten Zeit: 4 Tore in 6 Minuten im Spiel Brasilien – Deutschland 1:7 (2014)
- Die höchste Niederlage als Gastgeber und höchste Halbfinalniederlage: Brasilien – Deutschland 1:7 (2014)
- Die meisten Gegentore als Gastgeber bei einem Turnier: 14 in 7 Spielen (2014)
- 1998 die meisten Gegentore: 10 in 7 Spielen
- Die meisten Platzverweise: 11 (davon 1 durch Gelb-rote Karte)
- Die meisten Verwarnungen bei einem Turnier:
  - 1974: 11 in 7 Spielen (ebenso wie die Niederlande)
  - 1978: 09 in 7 Spielen
  - 2014: 14 in 7 Spielen

## Höchste Siege und Niederlagen
Die brasilianische Mannschaft erzielte ihre höchsten Siege gegen folgende Länder bei WM-Turnieren:
- Elfenbeinküste: Vorrunde 2010 - 3:1 (einziges Spiel gegen die Elfenbeinküste)
- Frankreich: Halbfinale 1958 - 5:2 (zudem ein 3:0 in einem Freundschaftsspiel)
- Italien: Finale 1970 - 4:1 (zudem ein Spiel beim USA Bicentenary Cup 1976, das mit 4:1 gewonnen wurde und ein 3:0 in der Vorrunde beim Konföderationen-Pokal-2009)
- Kamerun: Vorrunde 2014 - 4:1 (zudem ein 3:0 in der Vorrunde der WM-1994)
- Kroatien: Vorrunde 2014 - 3:1 (zudem ein 2:0 in einem Freundschaftsspiel)
- Marokko: Vorrunde 1998 - 3:0
- Neuseeland: Vorrunde 1982 - 4:0 (zudem ein weiteres Spiel, das mit 4:0 gewonnen wurde)
- Nordirland:Vorrunde 1986 - 3:0 (einziges Spiel gegen Nordirland)
- Nordkorea:Vorrunde 2010 - 2:1 (einziges Spiel gegen Nordkorea)
- Österreich: Vorrunde 1958 - 3:0 (zudem ein 3:0 in einem Freundschaftsspiel)
- Polen: Achtelfinale 1986 - 4:0
- Schottland: Vorrunde 1982 - 4:1
- Schweden: Finalrunde 1950 - 7:1
- Serbien: Vorrunde 2018 und 2022 - 2:0
- Spanien: Finalrunde 1950 - 6:1
- Tschechoslowakei: Vorrunde 1970 - 4:1 (zudem ein Freundschaftsspiel, das mit 4:1 gewonnen wurde)
- Zaire: Vorrunde 1974 - 3:0 (einziges Spiel gegen Zaire/DR Kongo)

Gegen folgende Länder kassierte die brasilianische Mannschaft ihre höchsten Niederlagen bei WM-Turnieren:
- Deutschland: Halbfinale 2014 - 1:7 (auch höchste Niederlage eines WM-Gastgebers)
- Frankreich: Finale 1998 - 0:3
- Kamerun: Vorrunde 2022 - 0:1 (zudem ein 0:1 beim FIFA-Konföderationen-Pokal 2003)
- Niederlande: Spiel um Platz 3 2014 - 0:3
- Portugal: Vorrunde 1966 - 1:3

## Elfmeterschießen
Brasilien ist das erste Land, das das Finale im Elfmeterschießen gewann.
| Datum            | Gegner      | Anlass        | Ausgang | Erfolgreiche brasilianische Schützen | Brasilianische Fehlschützen            | Erfolgreiche brasilianische Torhüter | Besonderheiten                                                                                     |
| ---------------- | ----------- | ------------- | ------- | ------------------------------------ | -------------------------------------- | ------------------------------------ | -------------------------------------------------------------------------------------------------- |
| 21. Juni 1986    | Frankreich  | Viertelfinale | 3:4     | Alemão, Zico, Branco                 | Sócrates, Júlio César (an den Pfosten) | –                                    | Zudem schoss ein Franzose über das Tor                                                             |
| 17. Juli 1994    | Italien     | Finale        | 3:2     | Romário, Branco, Dunga               | Márcio Santos                          | Cláudio Taffarel (1×)                | Der fünfte Brasilianer musste nicht mehr antreten, da zwei Italiener über das Tor geschossen haben |
| 7. Juli 1998     | Niederlande | Halbfinale    | 4:2     | Ronaldo, Rivaldo, Emerson, Dunga     | –                                      | Cláudio Taffarel (2×)                | Der fünfte Brasilianer musste nicht mehr antreten                                                  |
| 28. Juni 2014    | Chile       | Achtelfinale  | 3:2     | David Luiz, Marcelo, Neymar          | Willian (neben das Tor), Hulk          | Júlio César (2×)                     | Zudem schoss ein Chilene an den Pfosten                                                            |
| 9. Dezember 2022 | Kroatien    | Viertelfinale | 2:4     | Casemiro, Pedro                      | Rodrygo, Marquinhos (an den Pfosten)   | –                                    | Der letzte Brasilianer musste nicht mehr antreten                                                  |